# Guo Yue
Dans ce nom chinois, le nom de famille, Guo, précède le nom personnel Yue.
Guo Yue, née le 17 juillet 1988, est une joueuse de tennis de table chinoise gauchère, championne du monde en 2007.

## Biographie
Elle vient de la région d'Anshan, Liaoning, en Chine, d'où viennent également Wang Nan, Chang Chenchen et Li Jia (toutes les trois gauchères). Elle est de par son jeune âge la joueuse au plus grand potentiel pour la délégation chinoise. C'est en 2006 aux Jeux asiatiques que Guo Yue se révèle en remportant le titre après une année plus que moyenne. En 2007, elle devient championne du monde de tennis de table en simple femme et en double mixte en ayant pour partenaire le triple champion du monde Wang Liqin.  
Gauchère, son jeu est basé sur l'offensive à base de topspin. Il est à noter qu'en 2003, lors des championnats du monde de Bercy, Guo Yue était la plus jeune participante et s'est tout de même hissée en quarts de finale. Elle a aussi triomphé en équipe en remportant les championnats du monde de la discipline avec sa délégation.
En 2008, elle est médaillée de bronze en simple aux Jeux olympiques de Pékin, et remporte le titre par équipe en 2008 et 2012.
Le 15 février 2009, elle remporte l'Open du Koweït ITTF en double femme avec sa compatriote Zhang Yining. Elle est vice championne du monde en 2009.
Elle est numéro deux mondial en 2009 d'après le classement mondial ITTF de la Fédération internationale de tennis de table (ITTF), et commence bien l'année 2010 en remportant l'Open du Qatar puis l'Open d'Autriche fin octobre.